# Maqueta de la Basílica de Santa Teresa de Jesús (Alba de Tormes)
La maqueta de la Basílica de Santa Teresa de Jesús en  Alba de Tormes (Salamanca) fue realizada entre 1952 y 1959 por el artesano albense Jerónimo Cotobal Castro (1929-2012). Con una altura cercana a los dos metros, está elaborada en madera de aliso y actualmente se expone en el Museo Teresiano de los Padres Carmelitas, en Alba de Tormes.

## Descripción

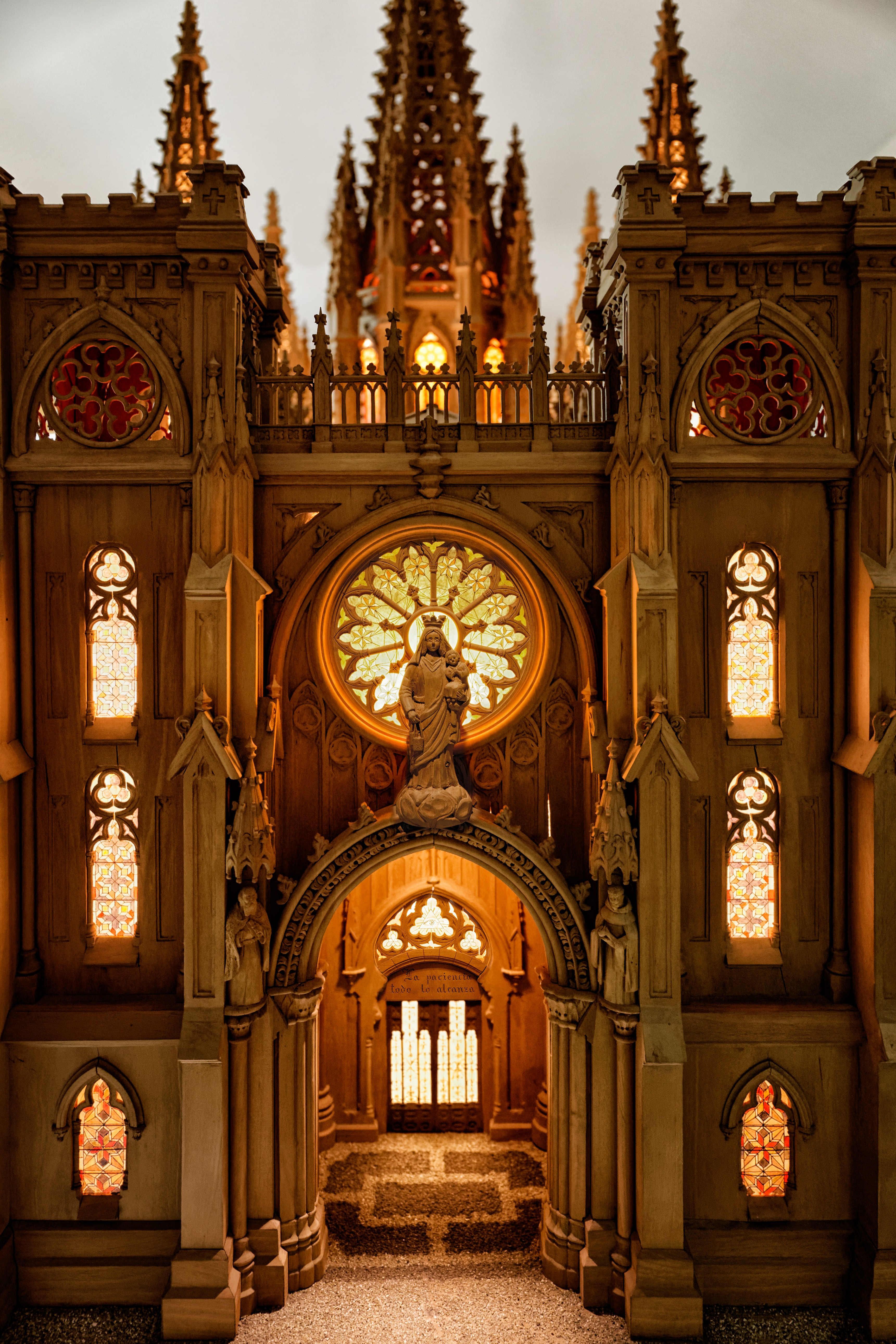
Frente Maqueta de Santa Teresa de Jesús (Jerónimo Cotobal)

Jerónimo Cotobal realizó la maqueta artística de la Basílica de Santa Teresa por iniciativa propia, a fin de mostrar plásticamente cómo sería el edificio una vez concluido y promover la continuación de las obras interrumpidas en 1933. Inicia su obra midiendo con cuerdas la planta real del templo y sacando bocetos a partir de pequeñas ilustraciones.
Este modelo a escala respeta en lo esencial el proyecto original del templo destinado a albergar el sepulcro y las reliquias de la Santa, iniciado por voluntad del obispo Tomás Cámara según el diseño de 1897 del arquitecto Enrique María Repullés y Vargas.
La obra de Cotobal tiene unas medidas aproximadas de dos metros en sus dimensiones máximas y está realizada con varios miles de piezas encoladas de madera de aliso, elegida por su aspecto similar a la piedra arenisca de Villamayor, material principal de la basílica. Muchas piezas son tan pequeñas que el autor tuvo que diseñar y elaborar sus propias herramientas, como un minúsculo torno para las columnillas o una gubia a partir de la aguja de una jeringuilla.
Los ventanales cuentan con 199 imágenes de santos pintados a mano. Entre los motivos decorativos tallados destacan ocho ángeles como guardianes de las reliquias de la Santa, tres imágenes carmelitanas en la fachada principal (Virgen del Carmen, San Elías y San Simón Stock) y la estatua de Santa Teresa de Jesús sobre la torre central, que cobija además una escalera de caracol. Sobre la puerta principal puede leerse la frase teresiana “La paciencia todo lo alcanza”, como alusión a la minuciosa elaboración de la propia maqueta y exhortación a la continuación de las obras.

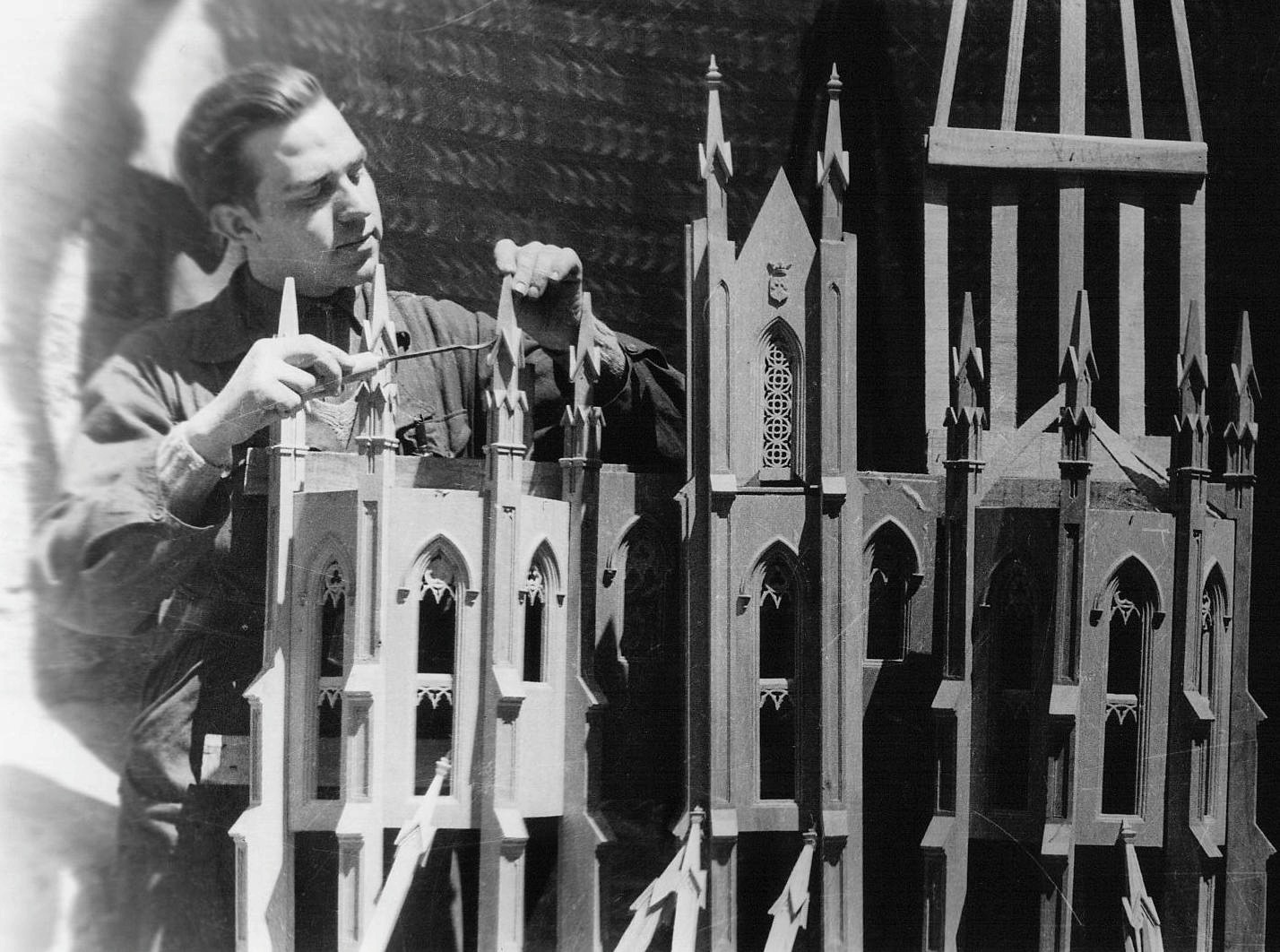
Construcción de la maqueta de la Basílica (Jerónimo Cotobal, 1958)

Esta maqueta ha sido expuesta en diversas ciudades españolas, ocupando varias portadas y artículos en la prensa. Durante el año 2015 participó en la exposición “Las Edades del Hombre -Teresa de Jesús, maestra de oración” en la sede albense ubicada, precisamente, en la basílica inacabada. Actualmente se muestra en el Museo Teresiano de los Padres Carmelitas, en Alba de Tormes.
Por la realización de esta obra y otras muchas contribuciones al patrimonio albense le fueron otorgadas a Jerónimo Cotobal Castro varias distinciones: título de “Primer artesano ejemplar de Alba de Tormes” (1959), “VI Premio ASCUA a la defensa del patrimonio y la cultura” (2003) e “Hijo predilecto de Alba de Tormes” (a título póstumo, 2013).
-Textos y material fotográfico de www.cotobal.com 